# (631) Филиппина
(631) Филиппина (лат. Philippina) — астероид главного пояса, который принадлежит к спектральному классу S. Он был открыт 23 июня 1907 года германским астрономом Августом Копффом в Гейдельбергской обсерватории и назван в честь друга Августа Копффа, Филиппа Кесслера.
Фотометрические наблюдения, проведённые в 1981 году, позволили получить кривые блеска этого тела, из которых следовало, что период вращения астероида вокруг своей оси равняется 5,92 ± 0,01  часам, с изменением блеска по мере вращения 0,20 m. Наблюдения 2007 года позволили уточнить этот параметр до 5,899 ± 0,001 часов